# Las Juntas, Colima
Las Juntas är en ort i Mexiko.   Den ligger i kommunen Manzanillo och delstaten Colima, i den södra delen av landet, 500 km väster om huvudstaden Mexico City. Las Juntas ligger 30 meter över havet och antalet invånare är 884.
Terrängen runt Las Juntas är kuperad åt nordost, men åt sydväst är den platt. Runt Las Juntas är det ganska tätbefolkat, med 108 invånare per kvadratkilometer. I omgivningarna runt Las Juntas växer i huvudsak lövfällande lövskog.